# Recep Peker

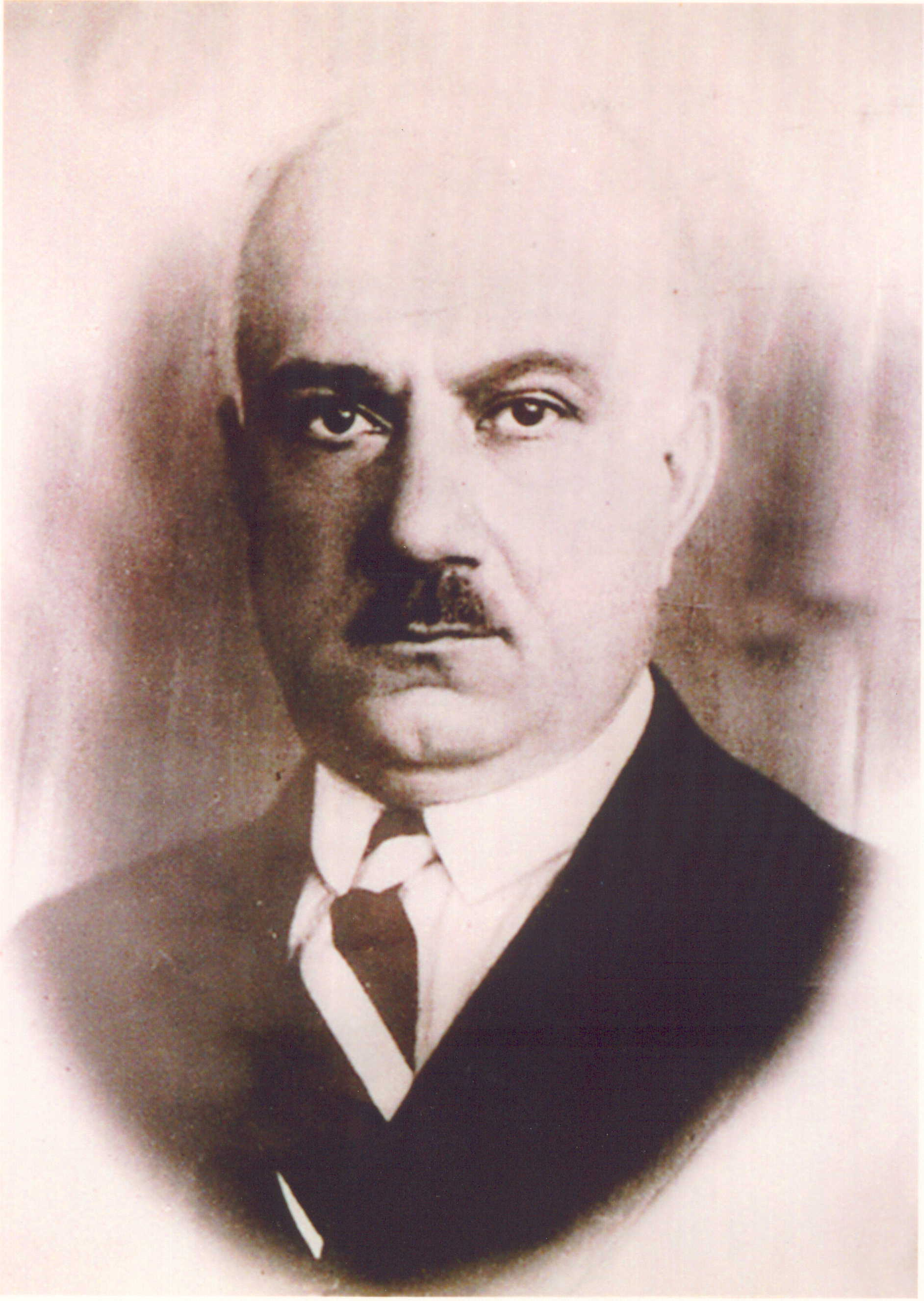
Recep Peker

Mehmet Recep Peker (* 5. Februar 1889 in İstanbul; † 1. April 1950 ebenda) war ein  Militär im Osmanischen Reich und der Türkei sowie türkischer Politiker und Ministerpräsident.
Peker absolvierte die militärische Mittelschule sowie das militärische Gymnasium von Kocamustafapaşa in İstanbul. 1907 absolvierte er die Marineakademie. 1911 und 1912 kämpfte Peker im Jemen und Tripolitanien. Zwischen 1912 und 1913 kämpfte er in den Balkankriegen.
Im Ersten Weltkrieg war Peker an der Rumelien- und der Kaukasusfront. 1919 absolvierte er die Militärakademie. Im Februar 1920 ging Peker nach Anatolien, um sich am Türkischen Befreiungskrieg zu beteiligen. Er wurde als Major in das 20. Korps beordert. Peker wurde am 23. April 1920 zum ersten Generalsekretär der Großen Nationalversammlung der Türkei gewählt. Ab 1923 war er für zwei Legislaturperioden als Abgeordneter der Provinz Kütahya in der Großen Nationalversammlung. Peker war für einige Zeit Chefkolumnist der Zeitung Hakimiyet-i Milliye.
Von 1924 bis 1925 war Peker Innenminister und für einige Zeit stellvertretend Minister für Bevölkerungsaustausch, Besiedelung und Infrastruktur. In der 3. und der 4. İnönü-Regierung zwischen den Jahren 1925 und 1927 war Peker Verteidigungsminister und zwischen den Jahren 1928 und 1930 Minister für Infrastruktur. 1931 wurde er Generalsekretär der Cumhuriyet Halk Fırkası (CHF). Nachdem die İstanbul Üniversitesi neu gegründet worden war, beauftragte ihn Atatürk Unterricht in Türkischer Revolutionsgeschichte (İnkılap Tarihi) zu geben. Nach Meinungsverschiedenheiten 1936 mit Atatürk wurde er als Generalsekretär der CHF entlassen. Nach der Parlamentswahl 1946 wurde Peker als Nachfolger von Şükrü Saracoğlu Ministerpräsident.
Recep Pekers Grab befindet sich auf dem Friedhof Edirnekapı.